# Miranda (pel·lícula de 1985)
Miranda és una pel·lícula eròtica italiana estrenada en 1985, dirigida per Tinto Brass i protagonitzada per Serena Grandi i Andrea Occhipinti. Està lleument basada en la comèdia de tres actes La locandiera de Carlo Goldoni. Ha estat doblada al català i fou emesa per primer cop a TV3 el 5 d'agost de 1999.

## Sinopsi
Miranda (Serena Grandi) és una bella posadora que viu en una petita ciutat de la vall del Po a fins de la dècada de 1940. Ella queda vídua després que el seu espòs es perd en la Segona Guerra Mundial però nega el seu matrimoni, esperant (almenys verbalment) el retorn del seu espòs. El seu amant és el transportador Berto (Andrea Occhipinti), però mentre Berto està fora, ella també té aventures amb altres homes, a saber Carlo (Franco Interlenghi), un exfascista ric que compra regals cars a Miranda, i Norman (Andy J. Forest), un enginyer estatunidenc que treballa als voltants de la ciutat. Mentrestant, Tony (Franco Branciaroli), un empleat de la posada també té un profund interès en Miranda, però ella sempre insisteix a mantenir-lo a ratlla.

## Repartiment
| Actor              | Personatge |
| ------------------ | ---------- |
| Serena Grandi      | Miranda    |
| Andrea Occhipinti  | Berto      |
| Franco Interlenghi |            |
| Andy J. Forest     |            |
| Franco Branciaroli | Tony       |
| Malisa Longo       |            |
| Laura Sassi        |            |
| Isabelle Illiers   |            |
| Luciana Cirenei    |            |
| Jean René Lemoine  |            |
| Mauro Paladini     |            |
| Enzo Turrin        |            |

## Producció
El director Tinto Brass va demanar als aspirants al paper de Miranda que es despulessin completament davant seu durant l'audició. "Vaig haver de provar una escena de pel·lícula, amb la càmera filmant totes les parts del meu cos", va recordar Serena Grandi que va ser l'escollida.
La crítica ha rebut negativament la pel·lícula de Tinto Brass. Stefano Reggiani en una de les seves ressenyes va definir la pel·lícula "una pel·lícula de culte corporal, una celebració del sexe femení en sentit estricte". Segons Matteo Contin, la pel·lícula és essencialment una estafa perquè voldria ser un fresc sexy de la Itàlia de la postguerra, mentre que, en canvi, es desenvolupa com un nucli suau condimentat amb diàlegs que farien que tot semblés seriós i artístic. El resultat és una "pel·lícula cansada, de xantatge, sense cap pinzellada d'idea més que mostrar la figa de Serena Grandi".

## Premis i reconeixements
Ciak d'oro - 1986
Nominació millor escenografia a Paolo Biagetti
Nominació millor vestuari a Jost Jakob i Stefania D'Amario
Nominació millor fotografia a Silvano Ippoliti
Nominació  illor edició a Tinto Brass